# NGC 812
NGC 812 is een spiraalvormig sterrenstelsel in het sterrenbeeld Andromeda. Het hemelobject werd op 11 december 1876 ontdekt door de Franse astronoom Édouard Jean-Marie Stephan.

## Synoniemen
- PGC 8066
- UGC 1598
- MCG 7-5-14
- ZWG 538.19
- IRAS02037+4419